# King Tubby
King Tubby (nascido Osbourne Ruddock, 28 de janeiro de 1941 – 6 de fevereiro de 1989) foi um engenheiro de som jamaicano que influenciou muito o desenvolvimento do dub nas décadas de 1960 e 1970.
O trabalho de estúdio inovador de Tubby, que o levou a elevar o papel do engenheiro de mixagem a uma fama criativa anteriormente reservada apenas para compositores e músicos, viria a ser influente em muitos gêneros da música popular. Ele é frequentemente citado como o inventor do conceito de remix que mais tarde se tornou onipresente na produção de dança e música eletrônica. O cantor Mikey Dread afirmou: "King Tubby realmente entendia o som em um sentido científico. Ele sabia como os circuitos funcionavam e o que os elétrons faziam. É por isso que ele podia fazer o que fez".

## Discografia

### Com Augustus Pablo
- Ital Dub (1974, Starapple/Trojan Records)
- King Tubbys Meets Rockers Uptown (1976, Yard Music/Clocktower Records)
- Original Rockers (1979, Rockers International/Greensleeves Records/Shanachie Records)
- Rockers Meets King Tubbys in a Firehouse (1980, Yard Music/Shanachie)

### Com The Aggrovators
- Shalom Dub (1975, Klik)
- Dubbing in the Backyard (1982, Black Music)

### Com Prince Jammy
- His Majestys Dub (1983, Sky Juice)

### Com Prince Jammy and Scientist
- First, Second and Third Generation of Dub (1981, KG Imperial)

### Com Lee "Scratch" Perry
- Upsetters 14 Dub Blackboard Jungle (a.k.a. Blackboard Jungle Dub) (1973, Upsetter Records)
- King Tubby Meets the Upsetter at the Grass Roots of Dub (1974, Fay Music/Total Sounds)

### Com Bunny Lee
- Dub from the Roots (Total Sounds, 1974, Total Sounds)
- Creation of Dub (1975, Total Sounds)
- The Roots of Dub (a.k.a. Presents the Roots of Dub) (1975, Grounation/Total Sounds)

### Outras colaborações
- Niney the Observer – Dubbing with the Observer (1975, Observer/Total Sounds)
- Harry Mudie – In Dub Conference Volumes One, Two & Three (1975, 1977 & 1978 Moodisc Records)
- Larry Marshall – Marshall (1975, Marshall/Java Record)
- Yabby You – King Tubby's Prophecy of Dub (a.k.a. Prophecy of Dub) (1976, Prophets)
- Roots Radics – Dangerous Dub (1981, Copasetic)
- Waterhouse Posse – King Tubby the Dubmaster with the Waterhouse Posse (1983, Vista Sounds)
- Sly & Robbie – Sly and Robbie Meet King Tubby (1984, Culture Press)

### Compilações
- King Tubby & The Aggrovators – Dub Jackpot (1990, Attack)
- King Tubby & Friends – Dub Gone Crazy - The Evolution of Dub at King Tubby's 1975-1979 (1994, Blood & Fire)
- King Tubby & The Aggrovators & Bunny Lee – Bionic Dub (1995, Lagoon)
- King Tubby & The Aggrovators & Bunny Lee – Straight to I Roy Head 1973–1977 (1995, Lagoon)
- King Tubby & Scientist – At Dub Station (1996, Burning Sounds)
- King Tubby & Scientist – In a World of Dub (1996, Burning Sounds)
- King Tubby & Glen Brown – Termination Dub (1973-79) (1996, Blood & Fire)
- King Tubby & Friends - Crucial Dub (2000, Delta)
- King Tubby & The Aggrovators – Foundation of Dub (2001, Trojan)
- King Tubby – Dub Fever (2002, Music Digital)
- African Brothers Meet King Tubby – In Dub (2005, Nature Sounds)
- King Tubby - Hometown Hi-Fi (Dubplate Specials 1975-1979) (2013, Jamaican Recordings)